# Hatschekia sunaoi
Hatschekia sunaoi is een eenoogkreeftjessoort uit de familie van de Hatschekiidae. De wetenschappelijke naam van de soort is voor het eerst geldig gepubliceerd in 2009 door Uyeno & Nagasawa.